# Stellaria crassipes
Stellaria crassipes là loài thực vật có hoa thuộc họ Cẩm chướng. Loài này được Hultén miêu tả khoa học đầu tiên năm 1943.